# Xavier de La Chevalerie
 (juillet 2012).
Si vous disposez d'ouvrages ou d'articles de référence ou si vous connaissez des sites web de qualité traitant du thème abordé ici, merci de compléter l'article en donnant les références utiles à sa vérifiabilité et en les liant à la section « Notes et références ».
Xavier Daufresne de La Chevalerie, né le 28 janvier 1920 à Paris et mort le  21 août 2004 à Saint-Nazaire, est un diplomate français.
Ayant rejoint les forces françaises libres dès juillet 1940, diplomate de carrière, Xavier de La Chevalerie a été le directeur du cabinet du Général de Gaulle (1967-1969).

## Biographie
Xavier de la Chevalerie a été élève au lycée Saint-Louis-de-Gonzague, autrement nommé Franklin. Il est titulaire d'une licence en droit et est diplômé de l'École libre des sciences politiques, promotion  1939.

### Forces françaises libres
Mobilisé en 1940, Xavier de La Chevalerie est incorporé au 27e régiment d’infanterie de ligne, dit régiment de Bourgogne. À l’annonce de l’Armistice du 22 juin 1940, il assume sa désertion de l’armée française en rejoignant les Forces françaises libres.

### Carrière diplomatique
Xavier de La Chevalerie est reçu en 1945 au concours spécial des Affaires étrangères organisé à l'intention de ceux qui avaient été prisonniers ou avaient combattu dans la France libre ou la Résistance. Il occupera tout au long de sa carrière pas moins de dix-sept postes.
Shanghai (janvier 1946 - Avril 1947), Manille (avril 1947 - août 1947), Paris Direction d'Asie Océanie (octobre 1947 - mars 1949), New Delhi (mars 1949 - mai 1951), Beyrouth (mai 1951 - octobre 1953), Londres (mars 1954 - février 1957), Tunis (février 1957 - juillet 1961)
En juillet 1961, il devient le directeur du Cabinet de Georges Gorse, secrétaire d'État aux Affaires étrangères, puis au ministère de la Coopération et ce, jusqu’en janvier 1963.
En juin 1963, Il est nommé au poste de premier conseiller à Rabat depuis, puis en 1965 de chargé d'Affaires après le rappel de l'ambassadeur, M. Gillet, à la suite de l’affaire Ben Barka.
En 1979, il est nommé « ambassadeur extraordinaire et plénipotentiaire » au Japon jusqu'en 1983, puis au Vatican jusqu'en 1985.

### Directeur du Cabinet du général de Gaulle (1967-1969)
En janvier 1967, le général de Gaulle le choisit comme son directeur de Cabinet.
Après l'échec au Référendum du 27 avril 1969, Xavier de La Chevalerie organise, en grand secret, le séjour en Irlande du Général de Gaulle.
Le 10 mai 1969, un vol du GLAM, au départ de Saint-Dizier en Mystère 20 et à destination de l'aérodrome de Cork, emporte le général accompagné de Mme De Gaulle et de François Flohic. Ils se posent vers 11 heures. Paul Fontenil est leur chauffeur avec une voiture de location. Ils passereont 13 jours à Sneem puis deux semaines à Cashel,
Xavier de La Chevalerie poursuit ensuite sa carrière diplomatique en assurant successivement les postes d'ambassadeur de France au Mexique (1970-1973), au Sénégal (1973-1975), au Cap-Vert et en Guinée-Bissau (1975-1976), au Canada (1977-1979), au Japon (1979-1983), près le Saint-Siège (1983-1985).
En Conseil des ministres, daté du 6 juin 1984, Xavier de La Chevalerie est élevé à la dignité d'Ambassadeur de France. Son épouse est décédée en 1985. Sa femme Marie-France est la fille du journaliste belge René Hislaire, correspondant du quotidien Le Soir à New York après la guerre.

## Famille
La famille Daufresne de la Chevalerie est une ancienne famille originaire de Normandie, elle dispose d'un blason : « D'or, à un frêne de sinople, terrassé de même ».

## Sources
- Ministère des Affaires étrangères. Commission des archives diplomatiques, documents diplomatiques
- Archives de la Fondation Charles-de-Gaulle
- Archives de la Fondation de la France Libre
- Archives du Musée de l'Ordre de la Libération